# Кастиленти
Кастиленти (итал. Castilenti) је насеље у Италији у округу Терамо, региону Абруцо.
Према процени из 2011. у насељу је живело 456 становника. Насеље се налази на надморској висини од 266 м.

## Становништво
| 1931. | 1936. | 1951. | 1961. | 1971. | 1981. | 1991. | 2001. | 2011. |
| ----- | ----- | ----- | ----- | ----- | ----- | ----- | ----- | ----- |
| 2.228 | 2.309 | 2.518 | 2.048 | 1.645 | 1.521 | 1.635 | 1.624 | 1.551 |

## Партнерски градови
- Бад Грененбах
- Gemeindeverband Bad Grönenbach